# В помощь радиолюбителю
«В помощь радиолюбителю» (ВРЛ) — серия брошюр по радиолюбительской тематике, выпускавшаяся издательством ДОСААФ совместно с Центральным радиоклубом ДОСААФ с 1956 по 1992 год.
Каждая брошюра серии представляет собой сборник статей с описанием радиолюбительских конструкций разного назначения и степени сложности, методик конструирования и расчета радиоэлектронных устройств, справочными и расчетными материалами. В год издавалось от одного до пяти выпусков объёмом от 60 до 80 страниц малого формата каждый. Тираж выпусков — от 100 тыс. до 1 млн. 200 тыс. экз. Всего издано 114 выпусков (№ 18 не издавался, поэтому последний выпуск имеет номер 115). В 1988 г. отдельной книгой издан «Путеводитель по выпускам „В помощь радиолюбителю“» (см. список литературы).

## Примеры содержания выпусков ВРЛ

### Выпуск 1 (1956 г.)
- A. Нефедов. Батарейный приемник 1-V-1
- Б. Бабаев. Сетевая УКВ приставка к вещательному радиоприемнику
- Д. Гершгал, В. Дараган-Сущов. Источники питания маломощных радиоустройств
- B. Ломанович. Любительская радиостанция на 144—146 МГц с универсальным питанием
- Р. Сворень. Переносная радиола

### Выпуск 54 (1976 г.)
- Ю. Мединец. Приемник прямого преобразования
- В. Алдабаев, В. Волков. Транзисторный возбудитель с электронной перестройкой
- A. Горощеня. Автоматический телеграфный ключ
- B. Марьясов. Генератор низкой частоты
- Ю. Андреев. Трансформатор в авометре
- В. Серговский. Следящая развертка осциллографа для исследования нестационарных динамических процессов
- A. Ефремов. Мощный усилитель для магнитофона
- Л. Владимиров, О. Стрельцов. Регулятор усиления с тонкоррекцией
- B. Пивак. Универсальный станок радиолюбителя
- Ю. Нилов. Электронные часы на микросхемах без дешифратора
- В. Белов. Цветомузыкальная приставка на тиристорах
- Ю. Аверьянов. Устройство электронного зажигания для мотоцикла «Ява-350»
- Б. Рабкин. Автоматическое бесконтактное устройство ограничения напряжения холостого хода сварочного трансформатора
- И. Юношев, К. Бондаренко. Электронные часы с регистром оперативной памяти

### Выпуск 115 (1992 г.)
- В. Кубышкин. Индикатор радиационной опасности
- А. Ноздрачев. Графический генератор с цифровой индикацией частоты
- Ю. Быковский. Расширение функциональных возможностей мультиметра ВР-11
- М. Дорофеев. Генератор пилообразного напряжения
- П. Алешин. Два источника питания
- И. Останин, Е. Анисимов. Музыкальный сигнализатор электронных устройств
- В. Чеботарев, Ю. Панченко. Карманный шахматный таймер для блица
- В. Рябенков. Цифровой спидометр для велосипеда

## Другие издания
В 2006—2008 годах издательства НТ Пресс и ДМК Пресс выпустили серию из несколько десятков брошюр под тем же названием — «В помощь радиолюбителю». В них содержались в основном перепечатки статей из старых радиолюбительских журналов, советских и зарубежных.